# مديرية الشؤون الدينية والأوقاف لولاية الجزائر
مديرية الشؤون الدينية والأوقاف لولاية الجزائر هي هيئة إدارية عمومية جزائرية مكلفة بتسيير المساجد في الجزائر العاصمة تحت وصاية وزارة الشؤون الدينية والأوقاف.
يقع مقر هذه المديرية في مدينة الجزائر.

## تاريخ
مرت إدارة مصالح الشؤون الدينية والأوقاف بالجزائر العاصمة بعدة مراحل منذ الاستقلال الوطني في 5 جويلية 1962م.

### المقدم
لقد تم تسيير الشؤون الدينية والأوقاف للجزائر العاصمة منذ سنة 1962م من طرف مقدمي الطرق الصوفية مثل الرحمانية والتيجانية.

### النظارة
لقد حملت الإدارة المكلفة بتسيير الشؤون الدينية والأوقاف في ولاية الجزائر العاصمة اسم نظارة الشؤون الدينية للجزائرالعاصمة منذ إصدار المرسوم التنفيذي رقم 91-83 بتاريخ 23 مارس 1991م الذي بموجبه تم إنشاء نظارة الشؤون الدينية للولاية.
هذا المرسوم رقم 91-83 قد تم تعديله وإتمامه بالمرسوم التنفيذي رقم 92-438 الصادر بتاريخ 30 نوفمبر 1992م.
كان المسؤول الولائي عن المساجد يسمى ناظر الشؤون الدينية للجزائر العاصمة.

### المديرية
تحمل نظارة الشؤون الدينية لولاية الجزائر اسم مديرية الشؤون الدينية والأوقاف لولاية الجزائر منذ سنة 2002م.
وهذه التسمية الجديدة أتت مع المرسوم التنفيذي رقم 2000-200 الصادر بتاريخ 26 جويلية 2000م والذي يحدد قواعد التنظيم والتسيير لمصالح الشؤون الدينية والحبوس والأوقاف في كل ولاية.

## الهيكل الإداري
- مصلحة الوسائل العامة.
- مصلحة التقنين والمنازعات.
- مصلحة النشاط الثقافي والمؤتمرات.
- مصلحة الأملاك الوقفية والشعائر.
- مصلحة التعليم، التكوين والثقافة الإسلامية.

## الموظفون

### مدراء الشؤون الدينية والأوقاف
لقد تعاقب العديد من مدراء الشؤون الدينية والأوقاف لولاية الجزائر العاصمة على هذا المنصب منذ إنشائه بتاريخ 23 مارس 1991م.
يقوم المدير الولائي بتسيير الموارد البشرية، المادية والمالية الموضوعة تحت تصرفه، إضافة إلى عمليات التجهيز تحت سلطته، وهو بذلك يتمتع بصفة الآمر بالصرف بالنسبة للميزانية المخصصة لمصلحته.
يتم تعيين هذا المدير الولائي عن طريق مرسوم تنفيذي، بموجب اقتراح من وزير الشؤون الدينية، كما أن أجرته مرتبطة بوظيفته كإطار سام وكموظف يتم تصنيفه كمدير ولائي.
| ترتيب | مدير            | بداية          | نهاية          |
| ----- | --------------- | -------------- | -------------- |
| 01    | أحمد سعيدي      | 2 جانفي 1994م  | 3 جويلية 2001م |
| 02    | بلقاسم بوخرواطة | 2 نوفمبر 2003م | 1 أكتوبر 2005م |
| 03    | لزهاري مسعدي    | 1أكتوبر 2005م  | 21 ماي 2012م   |
| 04    | موسى عبد اللاوي | 21 ماي 2012م   | 2013م          |
| 05    | زهير بوذراع     | 2013م          | 2016م (حاليا)  |

### الموظفون التقنيون
| رقم | منصب                   | مهام             | تصنيف |
| --- | ---------------------- | ---------------- | ----- |
| 01  | مؤذن                   | النداء للصلاة    |       |
| 02  | إمام                   | إمامة الصلاة     |       |
| 03  | خطيب                   | الوعظ والإرشاد   |       |
| 04  | مفتي                   | التفسير والإفتاء |       |
| 05  | مفتش                   | متابعة الموظفين  |       |
| 06  | راقي                   | الطب القرآني     |       |
| 07  | مكلف بالدراسة والتلخيص | الاستشارة        |       |

## المهام

### المساجد
تقوم المديرية بتسيير المساجد التي هي بيوت الله التي يجتمع فيها المسلمون لأداء صلاتهم وتلاوة القرآن الكريم وذكر الله ولتعلم ما ينفعهم في أمور دينهم ودنياهم.
وبما أن المسجد هو مؤسسة دينية اجتماعية تؤدي خدمة عمومية هدفها ترقية قيم الدين الإسلامي، فإن المديرية تشرف عليه باعتباره وقفا عاما لا يؤول أمره إلا للدولة التي هي المكلفة شرعا والمسؤولة عن حرمته وتسييره واستقلاليته في أداء رسالته وتجسيد وظائفه.

### النشاطات
إن نشاطات المديرية تنطلق من كون وظيفة المسجد يحددها الدور الذي يؤديه في حياة الأمة الروحية والتربوية والعلمية والثقافية والاجتماعية .
فالمسجد يضطلع بوظيفة روحية تعبدية تتمثل على الخصوص في إقامة الصلاة، تلاوة القرآن الكريم، ذكر الله وتعظيم شعائره.
كما يضطلع المسجد بوظيفة تربوية تعليمية تتمثل على الخصوص في تنظيم حلقات تلاوة القرآن الكريم وتحفيظه، وتعليم تجويده وتفسيره، وتدريس العلوم الإسلامية وفق منهاج المدرسة القرآنية، تنظيم مسابقات في حفظ القرآن الكر يم وتجويده وتفسيره وفي حفظ الحديث الشريف وشرحه، وتقديم دروس الدعم في مختلف مراحل التعليم وفق البرامج المقررة لها في مؤسسات التربية والتعليم.
وتساهم نشاطات المسجد في تنظيم دروس محو الأمية، وتوعية الحجاج والمعتمرين وتقديم دروس في الأخلاق والتربية الدينية والمدنية.

### الثقافة
تسهر المديرية على قيام المسجد بوظيفة تثقيفية تتمثل على الخصوص في تنظيم محاضرات وملتقيات لنشر الثقافة الإسلامية وتعميمها، إحياء الأعياد والمناسبات الدينية والوطنية، ترقية المكتبة المسجدية وتنظيمها وتيسير الاستفادة منها، تنظيم معارض للكتاب والفنون الإسلامية، وتنظيم مسابقات ثقافية.

### التوعية
تساهم المديرية في قيام المسجد بوظيفته توجيهية عن طريق الأمر بالمعروف والنهي عن المنكر من خلال المساهمة على الخصوص في تعزيز الوحدة الدينية والوطنية عن طريق دروس الوعظ والإرشاد، حماية المجتمع من أفكار التطرف والتعصب والغلو، ترسيخ قيم التسامح والتضامن في المجتمع وتثبيتها، مناهضة العنف والكراهية، وصد كل ما يسيء إلى الوطن.

### النشاط الاجتماعي
يناط بالمديرية المساهمة في اضطلاع المسجد بوظيفته الاجتماعية التي تتمثل على الخصوص في إصلاح ذات البين، تنمية الحس المدني وروح المواطنة والتكافل
الاجتماعي، حماية المجتمع من الآفات الاجتماعية، المساهمة في الحملات الاجتماعية الوطنية منها والمحلية، حماية البيئة، حملات التوعية الصحية بالتنسيق مع المصالح المختصة، والعمل على تنمية الزكاة والحركة الوقفية.

### النشر
تسهر المديرية على منع نشر وتعليق المطبوعات التي يتنافى مضمونها ورسالة المسجد أو يخل بحرمته وقدسيته .
كما يتم منع استغلال المساجد لتحقيق أغراض غير مشروعة شخصية كانت أو جماعية أو لتحقيق مآرب دنيوية محضة .
ولا يسمح باستغلال المساجد للإساءة إلى الأفراد أو الجماعات.

## الفن المعماري

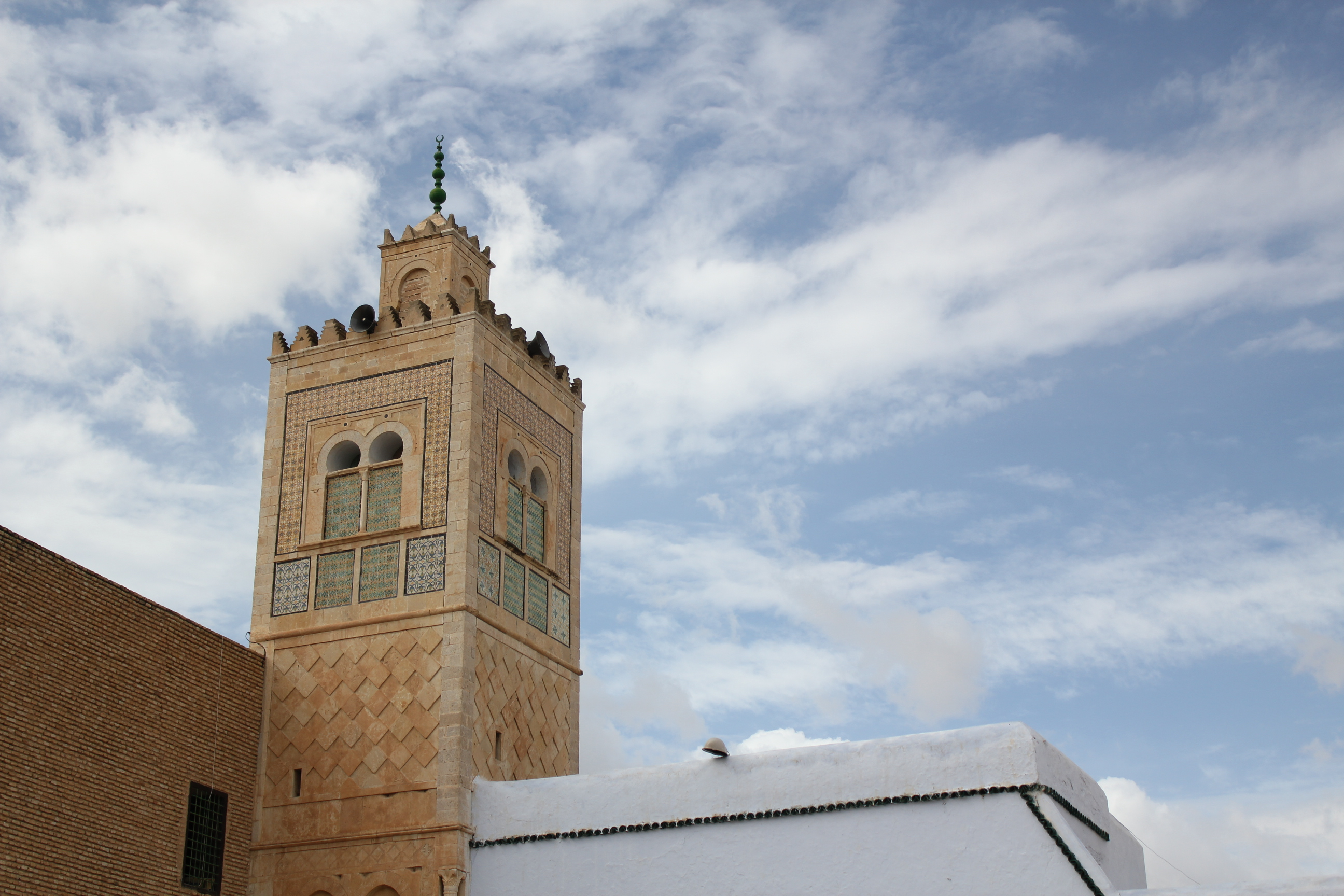
مئذنة مغاربية.

تسهر المديرية على كون الـعمارة في المساجد العاصمية يتبع النموذج الـمغاربي في ولاية الجزائر.
ونعتبر المئذنة المربعة هي الخاصية الأساسية في المساجد العاصمية، حيث يكون عرض المئذنة هو ربع ارتفاعها.
هذه المئذنات المربعة، التي لا توجد منها اثنتان متطابقتان، تحتوي على عدة طوابق من القاعات المتراتبة.
وهذه القاعات تتم إضاءتها بواسطة نوافذ مزخرفة خارجيا بواسطة أشكال هندسية ناتئة تصنع داخل القاعات ظلالا بهيجة مضيئة.
تسهر المديرية على كون محراب المساجد العاصمية يقع في وسط حائط القبلة، وعلى أن يكون المحراب مزخرفا بعمودين جانبيين وقوسا علويا وفق الطراز الـمغاربي.
يجب أن يكون العش في المحراب يدل فعليا على القبلة التي هي اتجاه الكعبة في مكة المكرمة إلى أين يولي المسلمون وجوههم أثناء الصلاة.

## التقويم الديني

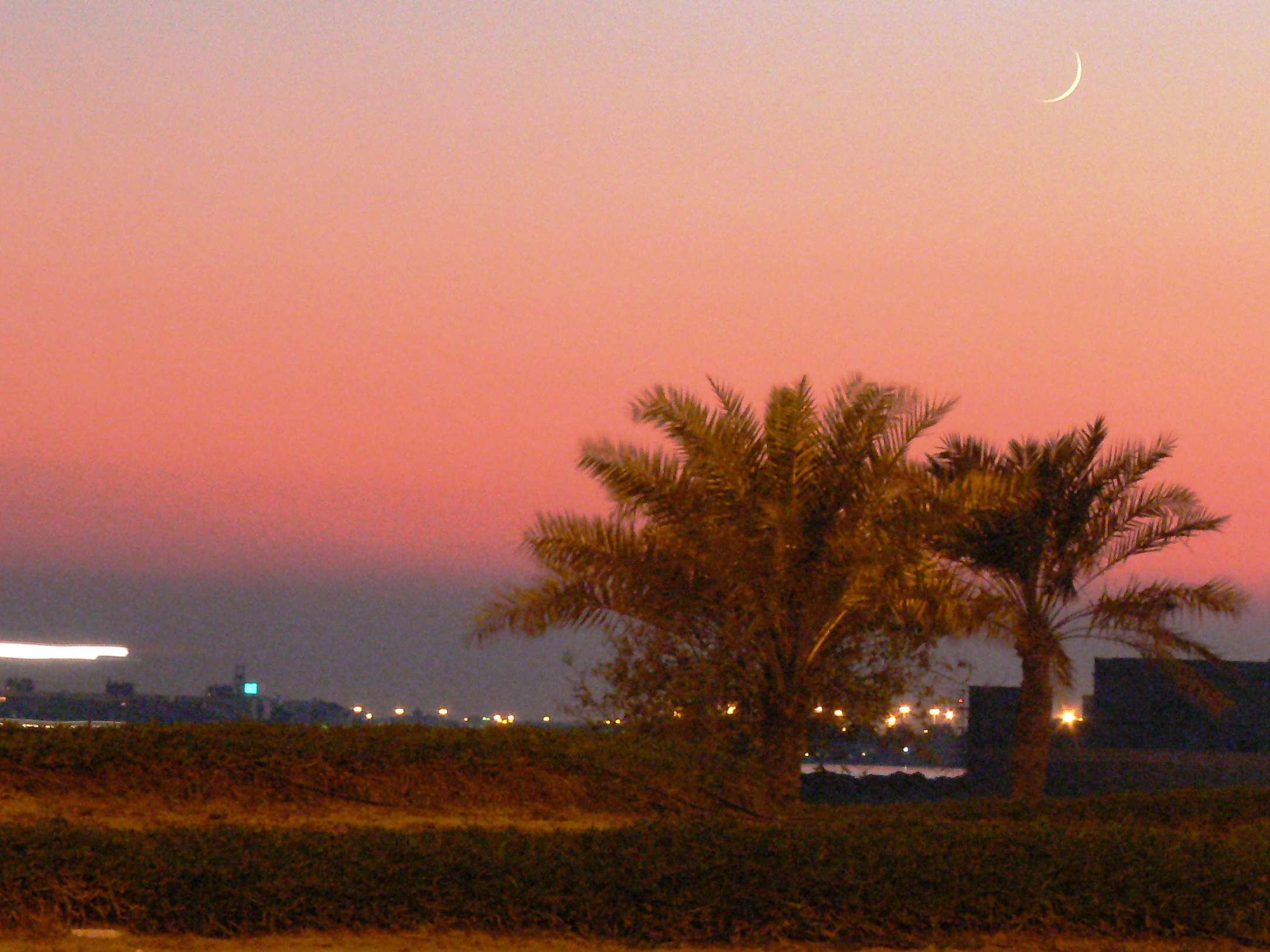
رؤية هلال رمضان.

تساهم المديرية في تصميم التقويم الديني الخاص بـالشعائر الإسلامية في ولاية الجزائر.
ذلك أن الصلاة، الزكاة، الصيام والحج تتبع مرجعية التقويم القمري.
فهذا التقويم الهجري المتكون من 12 شهرا قمريا يسمح بتطبيق أركان الإسلام بطريقة صحيحة.
وبالتالي فإن ميقاتية رمضان في ولاية الجزائر يتم حسابها بدقة عالية.
يتم التكفل بمراقبة هلال رمضان وهلال شوال عبر الملحقة العاصمية للجنة الوطنية لملاحظة هلال القمر، والتي تتبع وصاية وزارة الشؤون الدينية والأوقاف، بالتعاون مع مركز البحث في علم الفلك والفيزياء الفلكية والجيوفيزياء · .
تتم رؤية هلال رمضان وفق قواعد علم الفلك.
فـهلال رمضان وهلال شوال يحددان بداية ونهاية شهر رمضان إيذانا بالاحتفال بـعيد الفطر.
يتم تقنين مواقيت الـسحور، الصوم والإفطار في كل يوم من أيام شهر رمضان بالنسبة لجموع الصائمين في ولاية الجزائر وفق ضوابط التقويم الإسلامي.

## الأذان

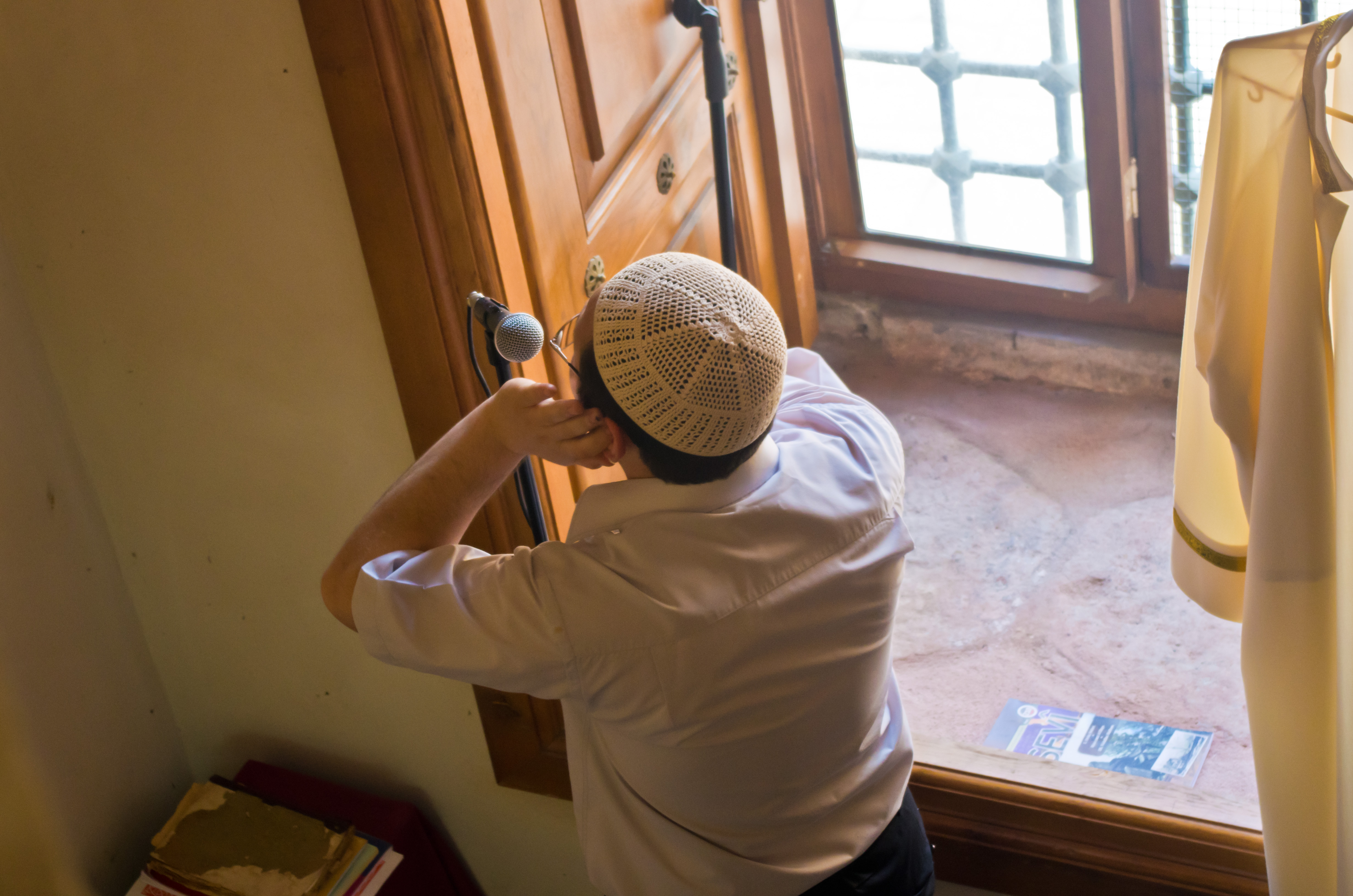
المؤذن أثناء الأذان.

تسهر المديرية على رفع الأذان في المساجد العاصمية وفق المذهب السني المالكي.
ويتم سماع هذا الأذان في كل مناطق الولاية في أوقات الصلوات الخمس اليومية.
ويتصف الأذان العاصمي بـقافية أندلسية تعطيه طابعا أصيلا وخاصا.
ويتمثل الأذان في نداء عمومي يحمل جملا محددة على شكل ترنيمة تبلغ الناس بمواقيت الصلوات المفروشة.
إن الأذان السني المالكي يفرض على المؤذن استعمال صيغة التكبير التي هي الله أكبر مرتين فقط في بداية النداء على الصلاة، في حين أن مذاهب في بلدان إسلامية أخرى تردد 4 مرات صيغة الله أكبر.
أما الإقامة فهي تعتمد على ترديد صيغة التكبير التي هي الله أكبر بعدد مرتين في بدايتها كذلك.

## الصلاة

صلاة الجماعة.

تسهر المديرية على كون الأئمة في المساجد العاصمية لا يأتون بـدعاء الاستفتاح في صلاة الجماعة، قبل قراءة سورة الفاتحة، على خلاف المذاهب الأخرى المغايرة للمرجعية السنية المالكية الجزائرية.
كما تتابع المديرية عدم تطبيق الأئمة العاصميين لـجلسة الاستراحة أثناء صلاة الجماعة قبل النهوض من السجود الثاني من الركعة الأولى أو الثالثة · .
يتم النطق بـدعاء القنوت إجباريا من طرف الإمام العاصمي في الركعة الثانية من صلاة الفجر مباشرة بعد قراءة الآيات القرآنية التي تلي سورة الفاتحة وقبل مباشرة انحناء الركوع · .
كما تسهر المديرية على عدم نطق الإمام إلى مرة واحدة عن يمينه لصيغة الخروج من الصلاة الذي هو التسليم بعد التشهد الأخير من صلاة الجماعة · .

## القرآن

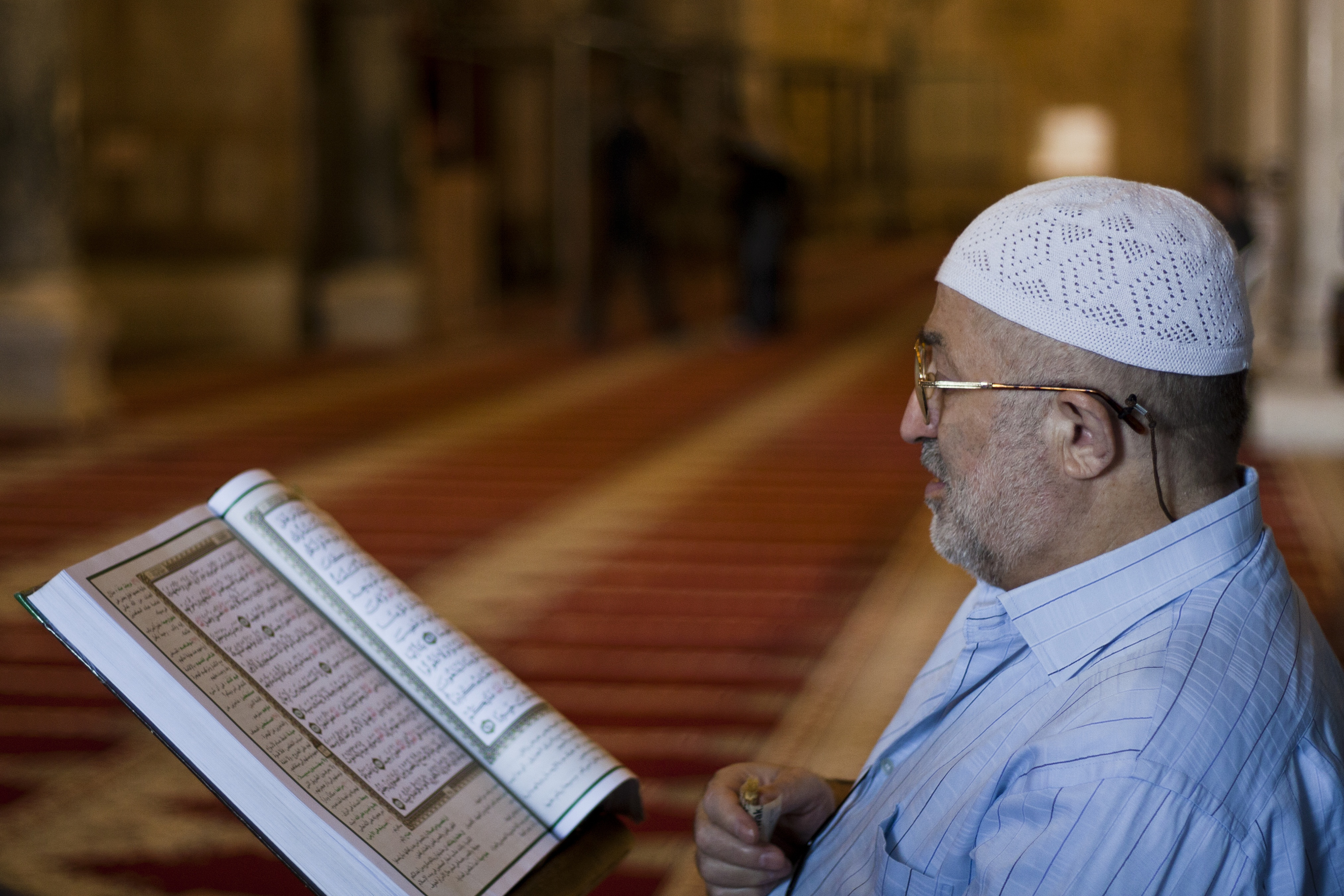
قراءة القرآن.

تسهر المديرية على كون كتب القرآن الكريم في المساجد العاصمية محمية من الاهتراء، التدنيس والسرقة.
يقوم الإمام بجرد المصاحف القرآنية في المسجد ويرسل حصيلته دوريا إلى وصايته الولائية.
تتم عمليات الصيانة والتجديد لـغلاف كل مصحف قرآن بوسائل المسجد الذاتية.
تقوم لجنة تفتيش بالطواف على مساجد العاصمة من أجل معاينة وضعية وحالة المصاحف والكتب في كل دور عبادة.
لا تقبل في رفوف المساجد العاصمية إلا المصاحف القرآنية برواية ورش عن نافع بنسبة 80% من مجمل المصاحف، في حين توزع نسبة 20% المتبقية على الروايات الأخرى كرواية حفص عن عاصم ورواية قالون عن نافع.

## التلاوة الجماعية
تسهر المديرية على تنظيم حلقات الحزب الراتب والقراءة الجماعية للقرآن الكريم وحلقات التحفيظ القرآني تحت إشراف الحزاب والباش حزاب في المساجد العاصمية.
هذه القراءة الجماعية تخضع لقواعد التدوير والتحقيق والحدر والترتيل والتجويد.
حلقات التحفيظ القرآني يجب أن تحرص على النطق الصحيح، والسرعة المتوسطة في الكلام، ومعرفة رواية ورش عن نافع، ومعرفة مراتب التلاوة ومقامات القراءة.
يمكن لطلبة المعاهد التابعة لوزارة الشؤون الدينية والأوقاف أن يساهموا في تأطير حلقات القراءة القرآنية الجماعية في المساجد العاصمية.
تعقد هذه الحلقات الجماعية يوميا لتلاوة الحزب الراتب قبل صلاتي الظهر والعصر، وكذلك بعد صلاة المغرب.
تعقد كذلك حلقة تلاوة جماعية لتلاوة سورة الكهف قبل بدء درس صلاة الجمعة.

## الجمعة

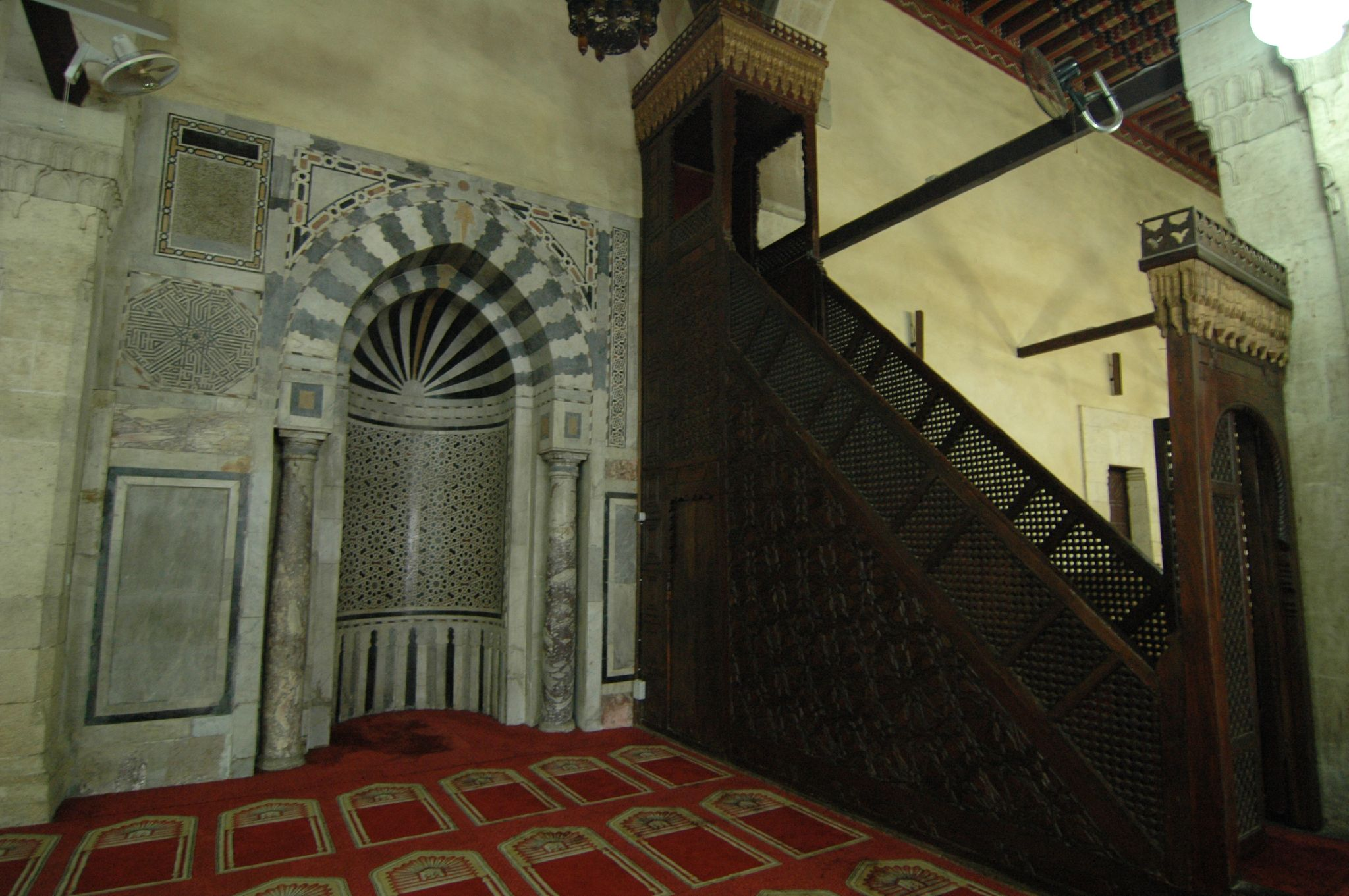
منبر خشبي.

تسهر المديرية على فتح المساجد العاصمية باكرا في صبيحة كل يوم الجمعة قصد السماح للمصلين بالتوافد على دور العبادة.
ويتم تعطير قاعة الصلاة في حين أن قاعة الوضوء يجب تطهيرها وتحضيرها لاستقبال المئات من المسلمين.
فصلاة الجمعة، التي هي مؤتمر أسبوعي للمسلمين، يجب أن يسبقها درس ديني بعد الأذان الأول، وتكون مدة هذه الموعظة على الأقل 20 دقيقة بـالعربية أو الأمازيغية أو الدارجة.
هذه الموعظة الدينية، وفق المرجعية الدينية الوطنية الجزائرية السنية المالكية، يتلوها الأذان الثاني الذي يصعد معه الإمام الخطيب على المنبر.
تسهر المديرية على حمل العصا على المنبر من طرف الإمام الخطيب عند إلقائه الخطبتين في صلاة الجمعة وفق المذهب السني المالكي السائد في الجزائر.
يعتبر المنبر الخشبي، الذي يمكن تغيير مكانه، هو المعيار في المساجد العاصمية رغم استحداث نموذج المنابر الحائطية على شكل شرفات.
هذا المنبر هو مصطبة تستعمل من طرف الإمام الخطيب لإلقاء خطبة الجمعة قبل ركعتي صلاة الجمعة في المساجد العاصمية.
وتتم قراءة القرآن في ركعتي صلاة الجمعة برواية ورش عن نافع التي هي القراءة السائدة في الجزائر منذ 12 قرنا.

## الصوم

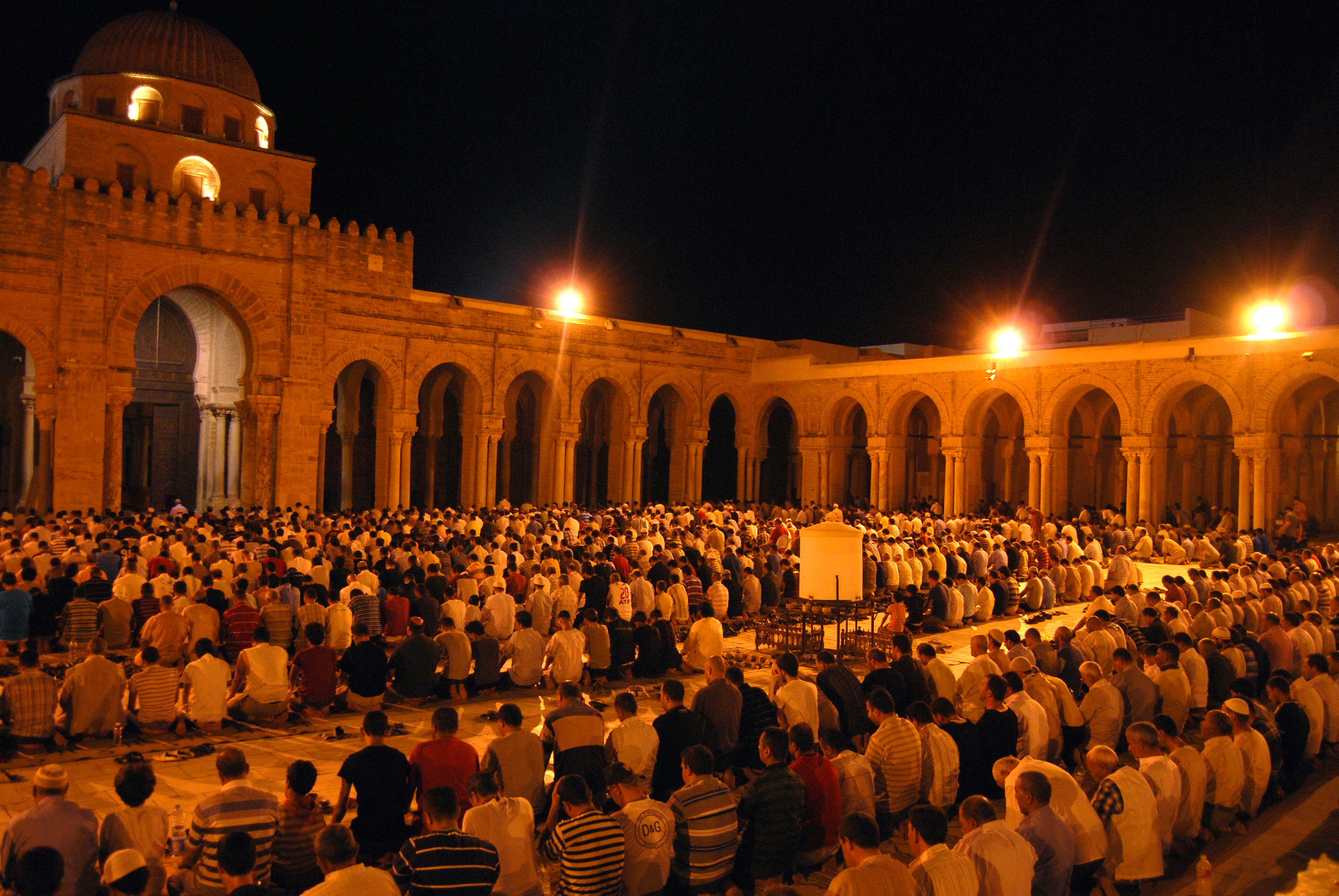
صلاة التراويح.

تسهر المديرية على تحضير وتسيير قطاع الشؤون الدينية العاصمية خلال شهر رمضان.
ويتم التأكد من توفر العدد الكافي من قراء القرآن للإشراف على صلاة التراويح ضمن كل المساجد في ولاية الجزائر.
تسهر المديرية على اتباع قراء القرآن لرواية ورش عن نافع أثناء تأدية صلاة التراويح كأئمة.
يتابع مفتشو المديرية مطابقة مواقيت الأذان خلال كل شهر الصيام مع الرزنامة الرسمية، خاصة بالنسبة لصلاة الفجر وصلاة المغرب وذلك للمحافظة على صوم المسلمين العاصميين من أي تلاعب أو عبث.
كما تشارك المديرية مع جمعية الهلال الأحمر الجزائري في جمع التبرعات الغذائية من أجل توزيع قفة رمضان على الفقراء والمعوزين.
وعند اقتراب نهاية شهر رمضان، تقوم المديرية مع الأئمة بجمع زكاة الفطر من أجل توزيعها على المستحقين قبل عيد الفطر.
تقام صلاة عيد الفطر في المساجد العاصمية أو في الساحات العمومية بالتنسيق مع المستشفيات والمطافئ.

## الفتوى

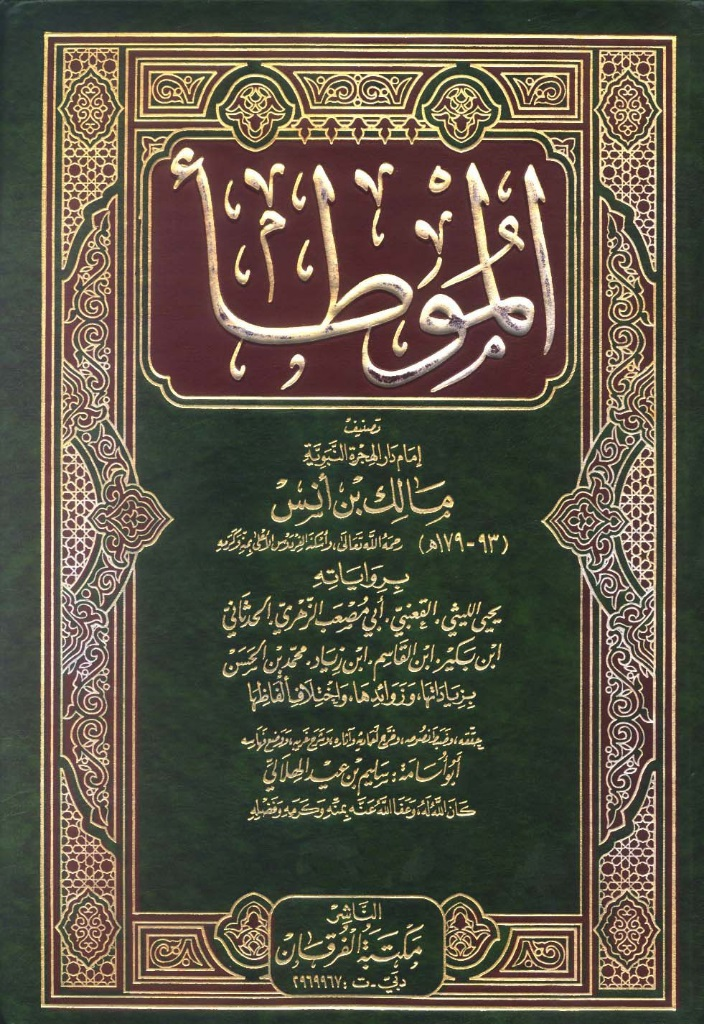
موطأ الإمام مالك.

تستقبل المديرية طلبات الاستفتاء من المواطنين والمنظمات في ولاية الجزائر من أجل الحصول على الفتوى باعتبار أن المجلس العلمي للمديرية التابع للمجلس العلمي للإفتاء بالجزائر يقوم بإصدار الرأي الشرعي فيما يتعلق بتساؤلات واستفهامات العاصميين.
فهذه الفتاوى هي استشارات عادية أو استثنائية تتعلق بقضايا مدونة في كتب الفقه الإسلامي منذ قرون، أو بقضايا كبرى موضوعها المستجدات المعاصرة والمعيشة الحضرية والمؤسساتية.
فهذه القضايا الكبرى تحتاج إلى فتاوى جماعية تعتمد على الاجتهاد من طرف أعضاء متمرسين وأكفاء.
تسهر المديرية على إصدار الأجوبة الشرعية عن استفهامات العاصميين ضمن صلاحياتها الإقليمية والإدارية والتنظيمية.
وتعتمد هيئة الإفتاء الولائية في تبيان آرائها الفقهية على مرجعية المذهب السني المالكي.
سوف يتم تنصيب مفتي العاصمة، الذي هو إمام مفت، ابتداء من شهر سبتمبر 2016م بعد متابعته لتكوين اختصاصي تكميلي.
يتم انتقاء الإمام المفتي من بين مرشحين تصطفيهم المديرية ليتم تعيين أحدهم بعد ذلك من طرف وزارة الشؤون الدينية والأوقاف في منصب مفتي العاصمة قصد الإجابة عن تساؤلات العاصميين في الميدان الشرعي الإسلامي.

## المقابر

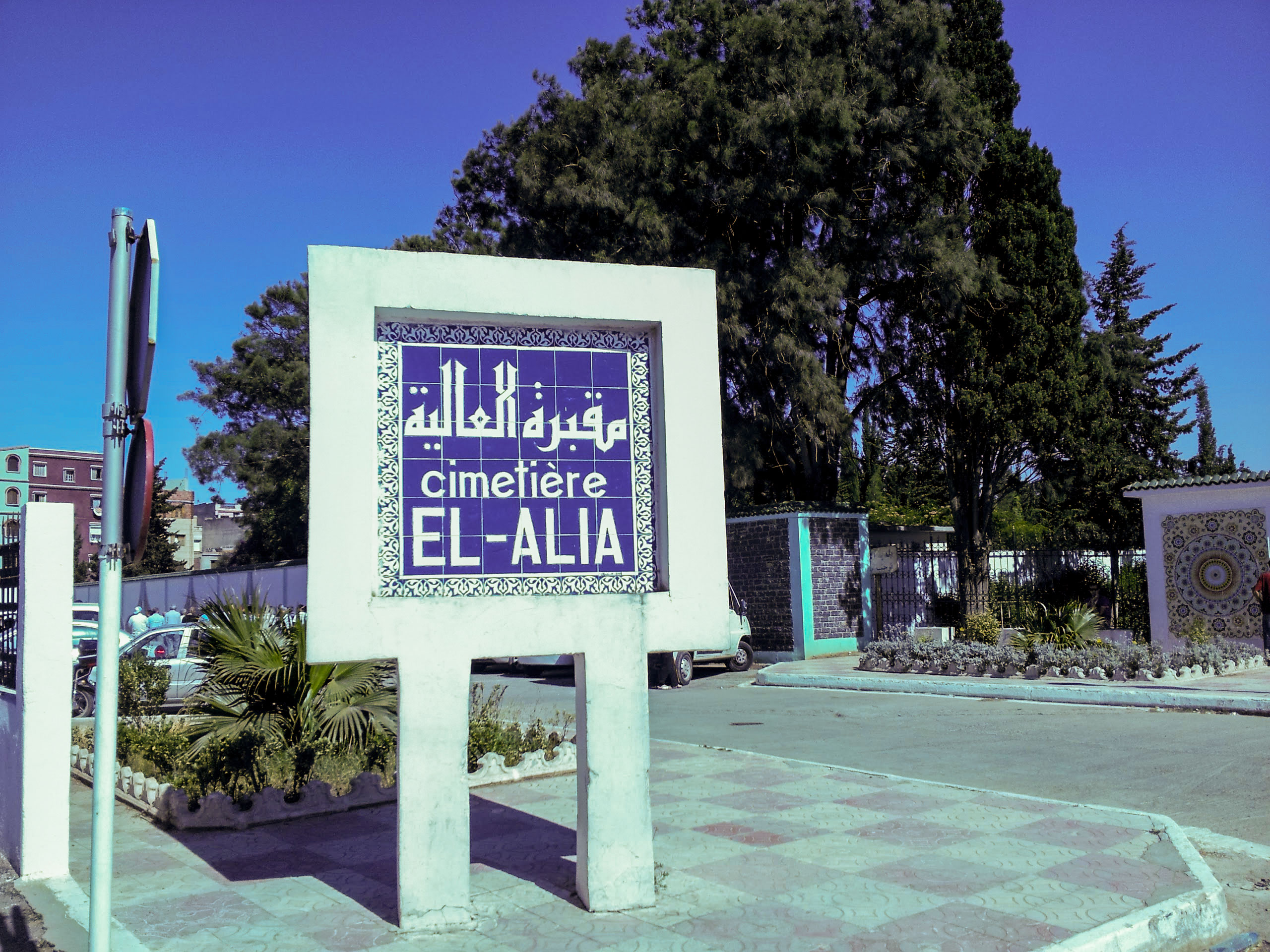
مقبرة العالية.

تسهر المديرية على تسيير المقابر في إقليم ولاية الجزائر.
ففي خلال سنة 2015م، كانت هنالك 126 مقبرة عاصمية تستقبل جثامين موتى المسلمين.
هذه المقابر تتكفل بها تقنيا مؤسسة تسيير المقابر للعاصمة (أجيباك) ·  · .
سوف يتم إنشاء أكثر من 40 مقبرة جديدة في ولاية الجزائر ابتداء من سنة 2016م، في حين أن أكثر من 30 مقبرة قديمة هي قيد الترميم وإعادة التهيئة.
تعتبر مقبرة العالية، المزودة بمشرحتين، أشهر المقابر العاصمية ·  ·  · .
تستفيد هذه المقابر العاصمية من التسييج والتنظيف والحراسة.

## مكتبة الصور

### المساجد

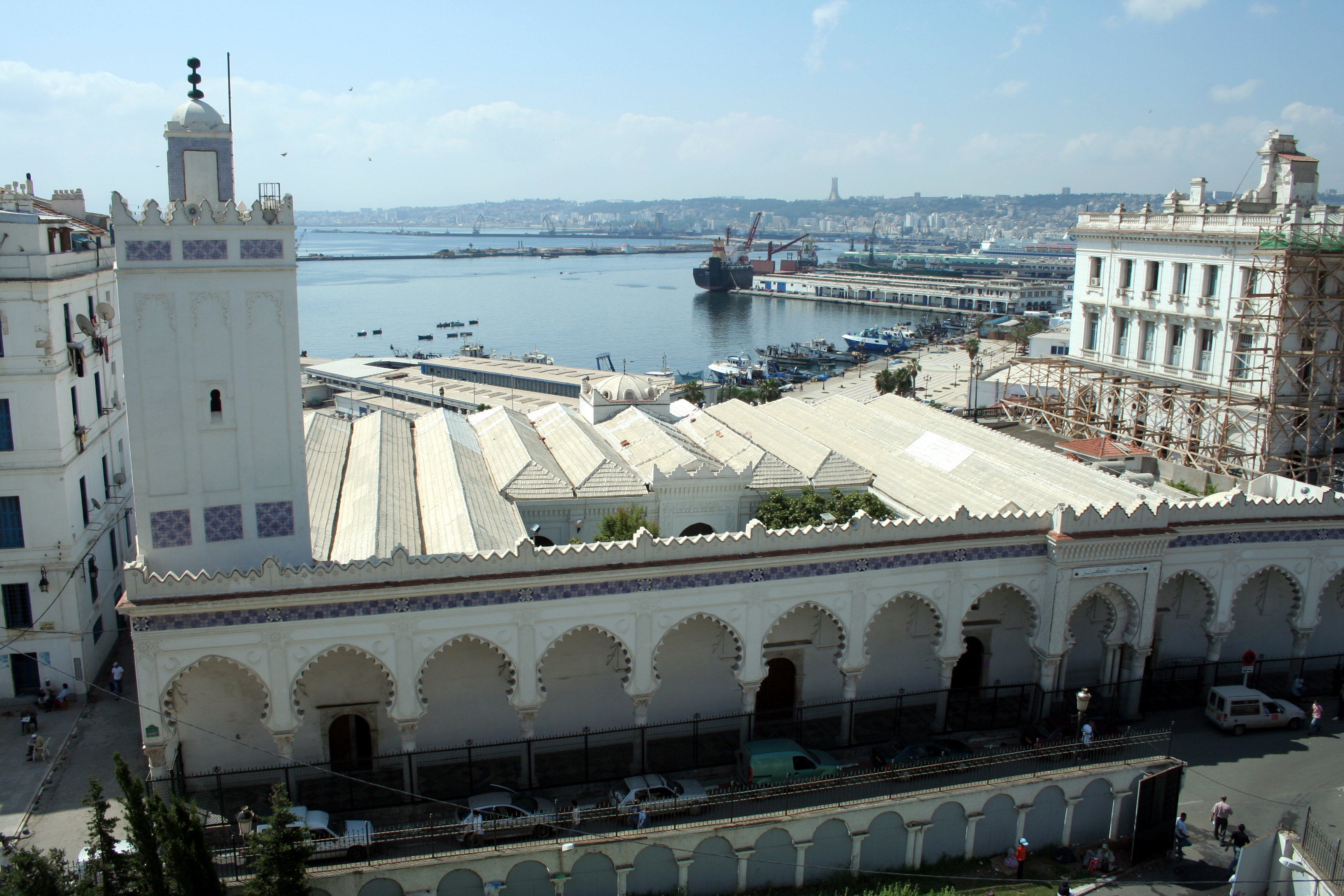
الجامع الكبير
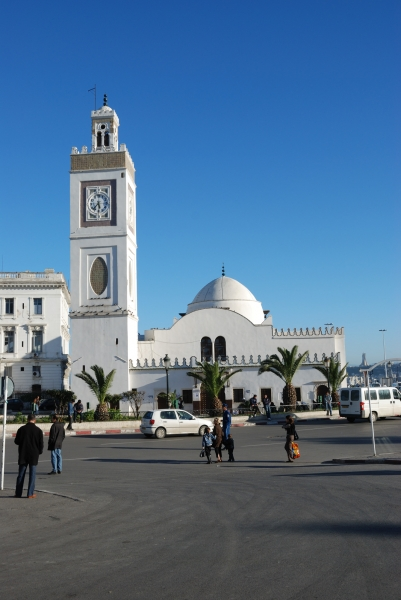
الجامع الجديد
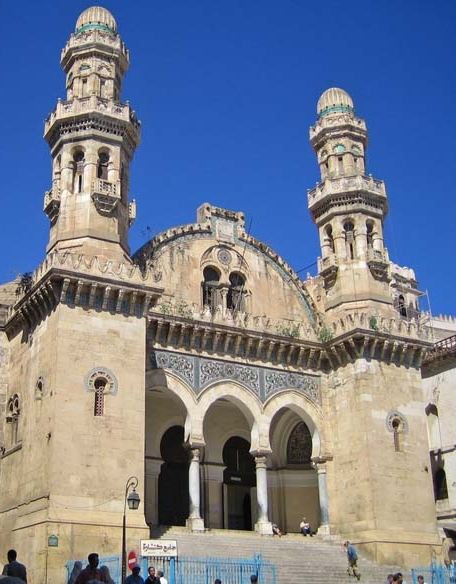
جامع كتشاوة
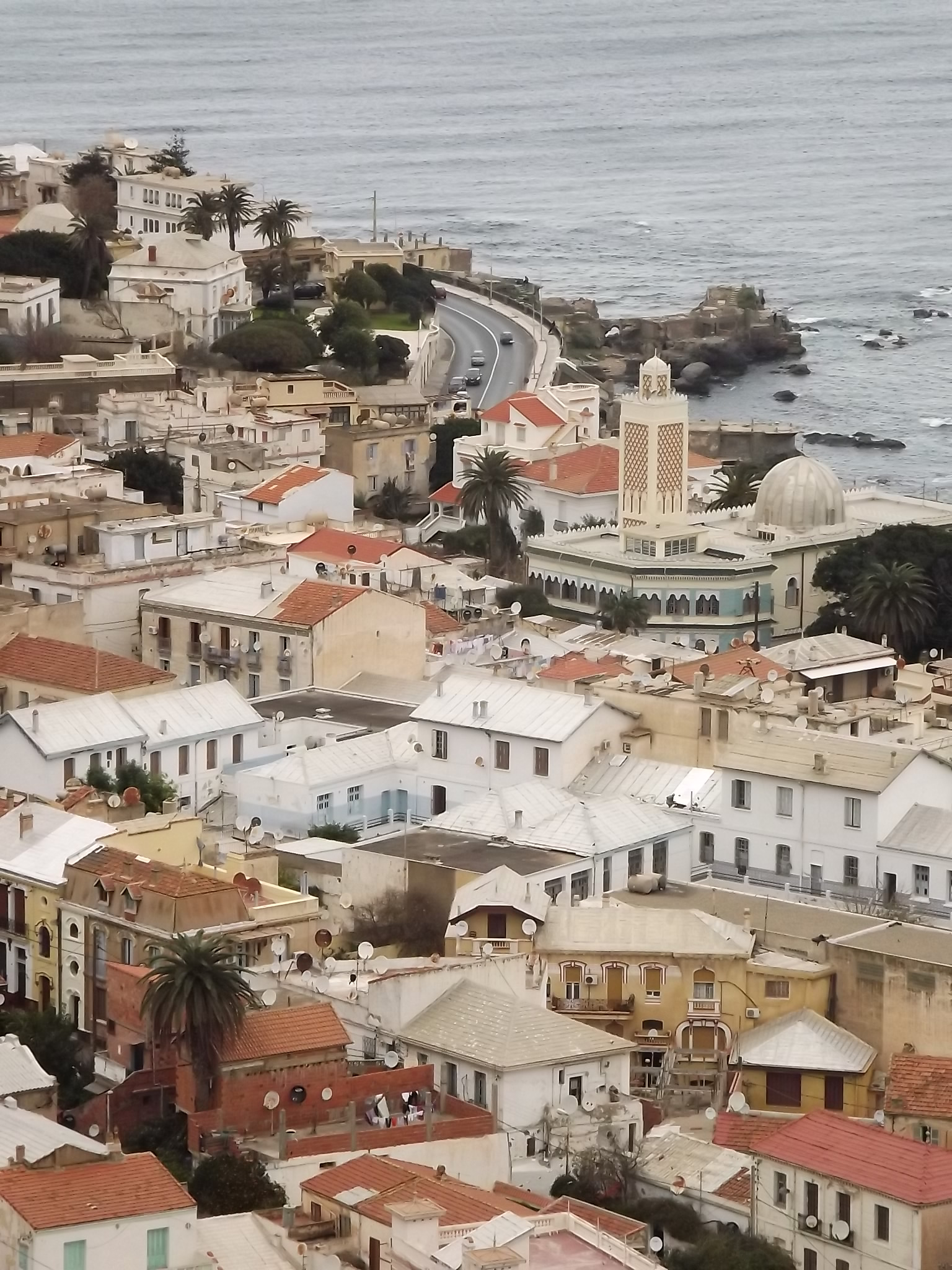
مسجد الأمة
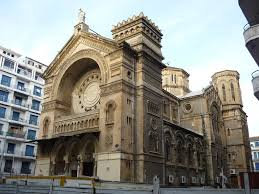
مسجد الرحمة
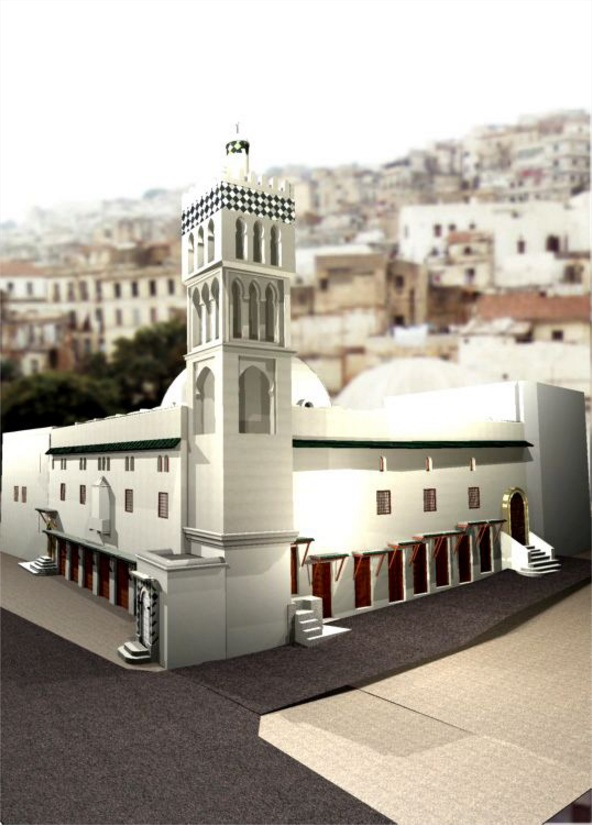
مسجد علي بتشين
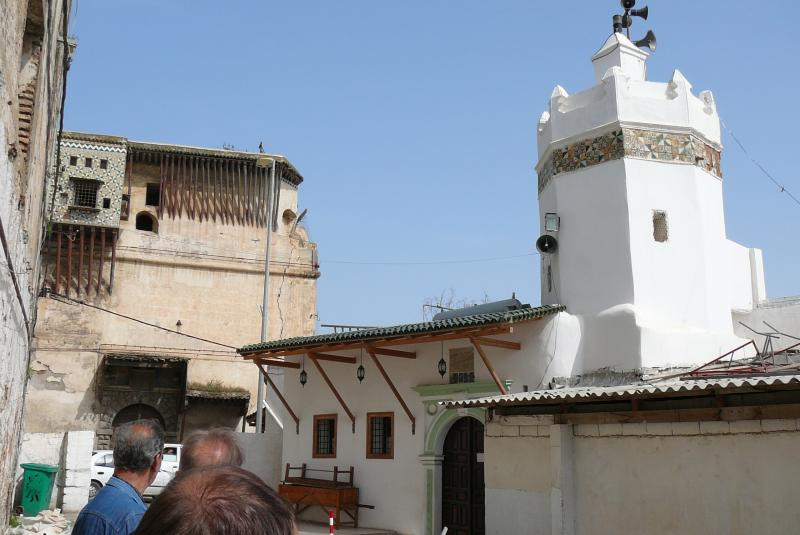
مسجد براني
مسجد سفير
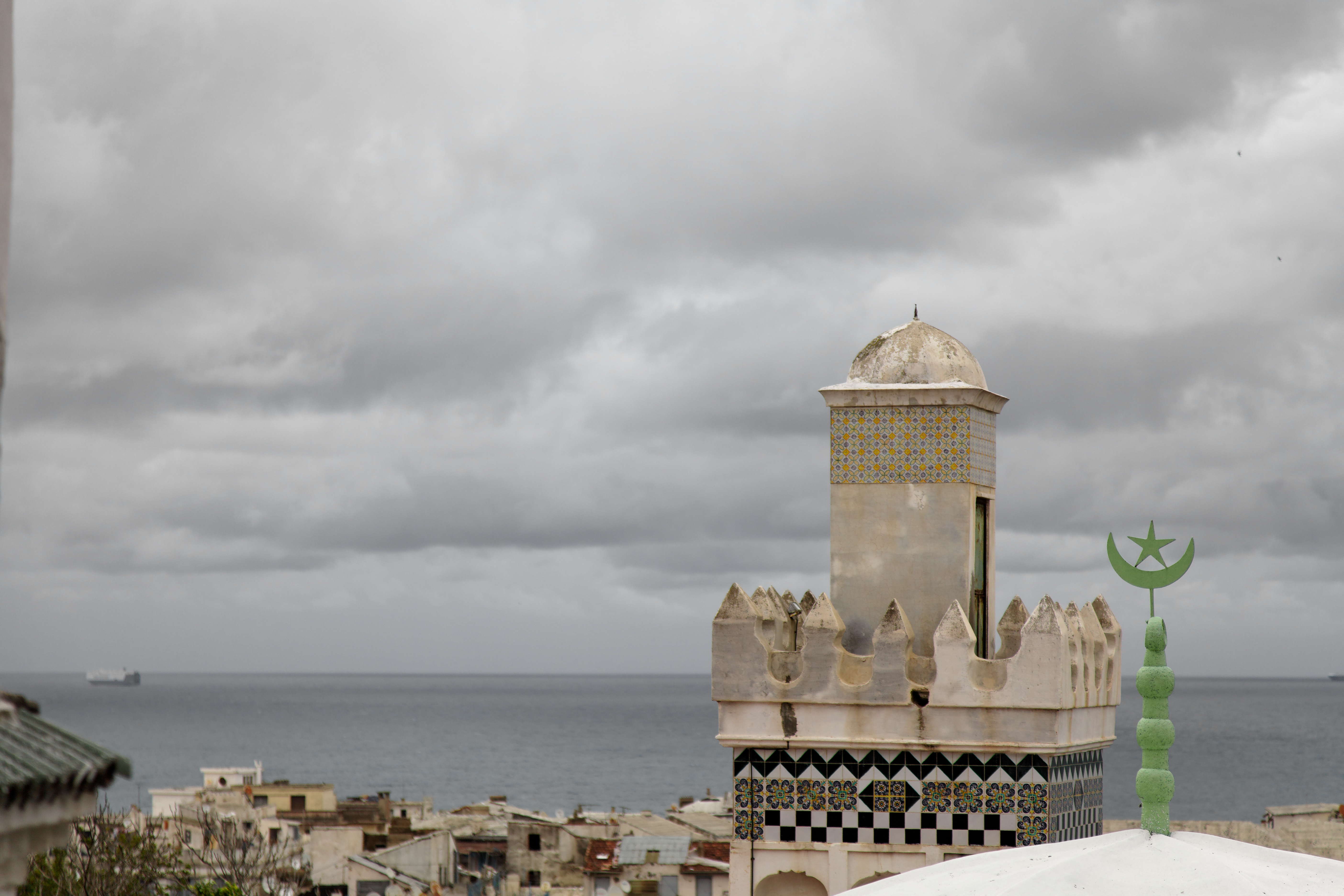
مسجد سيدي رمضان

### الأضرحة

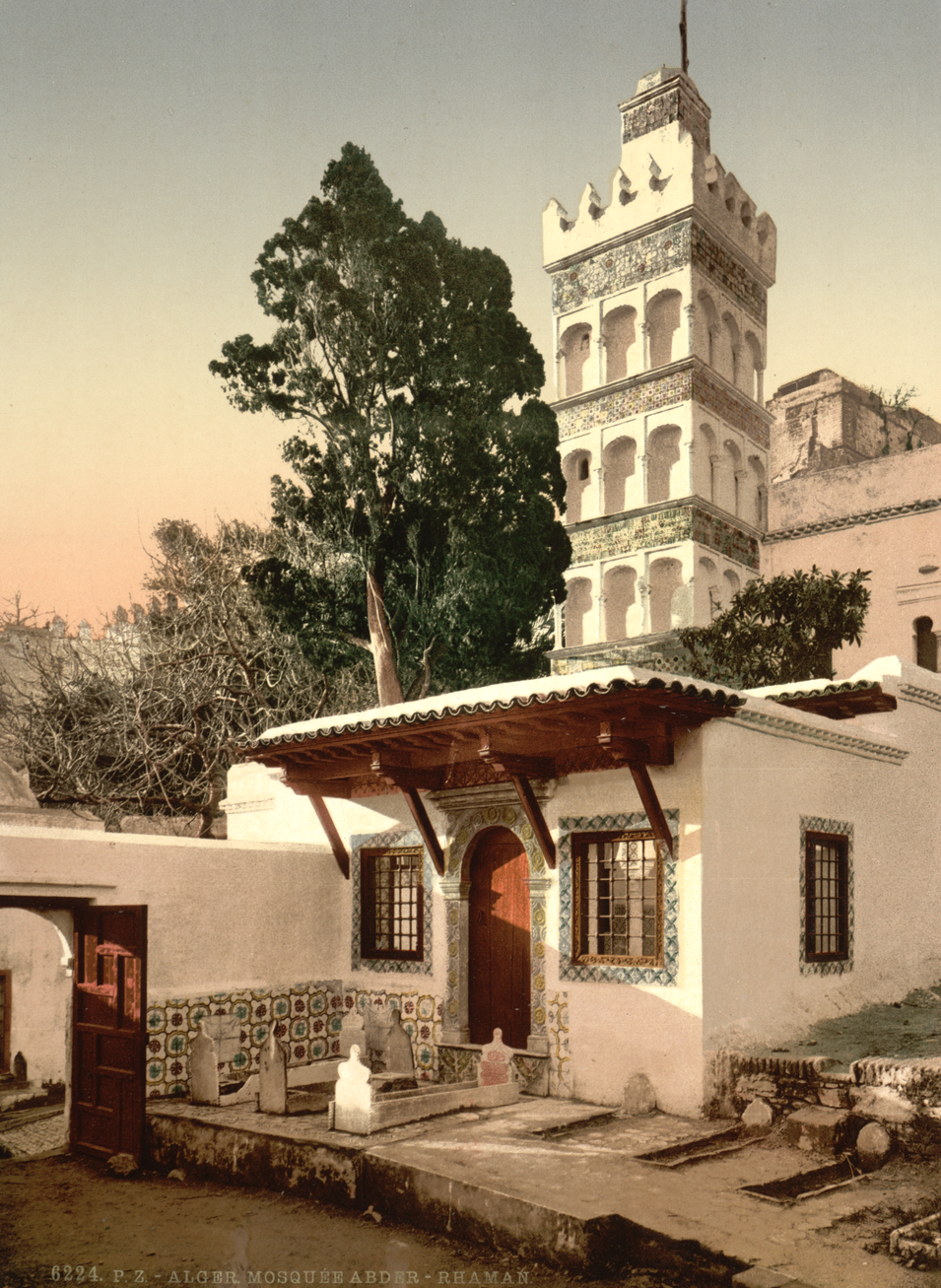
مسجد سيدي عبد الرحمن الثعالبي
مسجد سيدي أمحمد بوقبرين
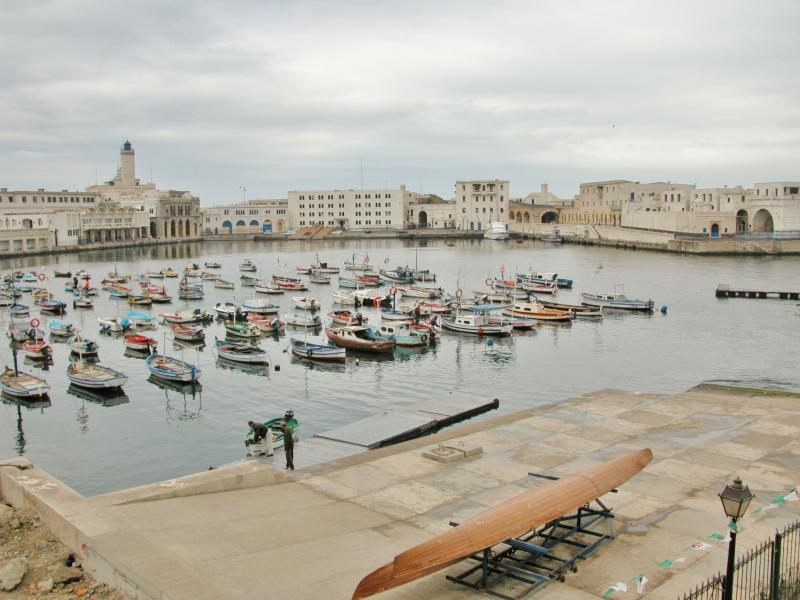
مسجد سيدي إبراهيم السلامي البحري

## الميزانية
ميزانية مديرية الشؤون الدينية والأوقاف لولاية الجزائر تقتطع من ميزانية الدولة الجزائرية.

## مقالات إضافية
- ولاية الجزائر
- المرجعية الدينية الجزائرية
- المجمع الفقهي الجزائري
- ملتقى الفقه المالكي
- الحزب الراتب
- المركز الثقافي الإسلامي لولاية الجزائر
- قائمة المساجد في ولاية الجزائر
- المجلس العلمي للإفتاء بالجزائر
- وزارة الشؤون الدينية والأوقاف بالجزائر
- التراث الفقهي الجزائري
- المجلس الإسلامي الأعلى بالجزائر
- اللجنة الوطنية لمراقبة الأهلة

## وصلات خارجية
- الموقع الرسمي لوزارة الشؤون الدينية والأوقاف بالجزائر